# Opilio trispinifrons
Opilio trispinifrons is een hooiwagen uit de familie echte hooiwagens (Phalangiidae).